# COVID-19-Pandemie in Kirgisistan
Die COVID-19-Pandemie in Kirgisistan tritt als regionales Teilgeschehen des weltweiten Ausbruchs der Atemwegserkrankung COVID-19 auf und beruht auf Infektionen mit dem Ende 2019 neu aufgetretenen Virus SARS-CoV-2 aus der Familie der Coronaviren. Die COVID-19-Pandemie breitet sich seit Dezember 2019 von China ausgehend aus. Ab dem 11. März 2020 stufte die Weltgesundheitsorganisation (WHO) das Ausbruchsgeschehen des neuartigen Coronavirus als Pandemie ein.

## Verlauf
Am 18. März 2020 wurde der erste COVID-19-Fall in Kirgisistan bestätigt. In den WHO-Situationsberichten tauchten die ersten drei Fälle erstmals am 19. März 2020 auf.
Bis zum 9. April 2020 wurden von der WHO 280 COVID-19-Fälle und vier Todesfälle in Kirgisistan bestätigt.

## Statistik
Die Fallzahlen entwickelten sich während der COVID-19-Pandemie in Kirgisistan wie folgt:

### Infektionen

Bestätigte Infizierte in Kirgisistan nach Daten der WHO. Oben kumuliert, unten Tageswerte

### Todesfälle

Bestätigte Todesfälle in Kirgisistan nach Daten der WHO. Oben kumuliert, unten Tageswerte